# Rambung Sialang Hilir
Rambung Sialang Hilir is een bestuurslaag in het regentschap Serdang Bedagai van de provincie Noord-Sumatra, Indonesië. Rambung Sialang Hilir telt 326 inwoners (volkstelling 2010).